# Aowin (royaume)
L'Aowin ou royaume d'Aowin, également connu sous le nom d'Ebrosa, et aujourd'hui identifié aux chefferies traditionnelles Agnis et Aowin, est l'un des premiers et des plus puissants États Akan. Il rivalise avec ceux du Denkyira et Akwamu en matière de domination régionale. Émergeant comme un royaume riche en or dans les forêts du sud-ouest de l'actuel Ghana, l'Aowin commande des routes commerciales stratégiques reliant la savane intérieure aux marchés côtiers. Bien avant l'avènement de Denkyira, Aowin est la principale puissance de la forêt guinéenne, façonnant le commerce, la migration et la formation des États dans l'espace forestier.

## Histoire

### Origines et ascension
Les traditions orales Aowin font remonter leurs origines au nord, probablement liées aux schémas migratoires plus larges du royaume de Bono, la première phase de formation centralisée d'État Akan dans la zone de transition forêt-savane. Les histoires orales régionales identifient les Aowin comme l’un des premiers groupes Akan producteurs d’or à établir une présence durable dans les forêts du sud-ouest du Ghana actuel. Leur migration a suivi des corridors fluviaux clés, en particulier le Tano, pour finalement s'installer entre la rivière Tano et la rivière Bia, une région riche en or alluvial et en ressources forestières,. Selon la tradition, les ancêtres Aowin ont migré de Takyiman, en particulier de la région de Sessiman, en raison de l'instabilité politique et des menaces du nord des Dagomba et des Mamprussi. Ils se sont d'abord installés près de la rivière Offin avant de se déplacer vers le sud-ouest en direction du bassin de Bia. Des groupes comme les Sefwi seraient également originaires d'Assakyiri, la même localité que les Aowin. 
Au XVIe siècle, Aowin s'est consolidé en un État puissant, tirant parti de son contrôle sur les champs aurifères intérieurs et dominant les routes commerciales longue distance s'étendant vers le nord jusqu'à Begho et vers le sud jusqu'à Fort Apollonia et les forts commerciaux émergents de l'Atlantique. Cette situation stratégique a permis aux Aowin de servir d'intermédiaire clé entre les marchés intérieurs, tels que Gonja et Bouna, et les comptoirs commerciaux côtiers exploités par les marchands portugais puis hollandais,.
Leur importance commerciale est renforcée par une structure politique décentralisée mais hautement coordonnée, où les chefs locaux conservaient leur autonomie mais prêtaient allégeance rituelle au souverain suprême, ou Omanhene, siégeant à Enchi. Cela a permis à Aowin d'accueillir les populations entrantes et de s'étendre territorialement sans centraliser le pouvoir dans la mesure observée dans les États Akan ultérieurs comme Denkyira ou l'empire ashanti.
De plus, les traces archéologiques et la mémoire orale suggèrent que les Aowin ont été parmi les premiers groupes Akan à développer des institutions militaires capables de défendre les couloirs commerciaux et les colonies tributaires. Leurs interactions avec des groupes tels que les Nzema, les Wassa et les Sefwi reflètent à la fois un conflit et une diffusion culturelle. L'importance précoce d'Aowin a contribué à jeter les bases des régimes politiques Agni ultérieurs en Côte d'Ivoire, alors que les élites et les partisans déplacés d'Aowin ont migré vers l'ouest après 1721 et ont emporté avec eux les modèles institutionnels forgés à cette époque formatrice. 

### Conflits et fragmentation
À la fin du XVIIe siècle, le royaume d'Aowin subit une pression croissante de la part de l'empire expansionniste Denkyira, qui cherchait à dominer la frontière forestière occidentale et à contrôler les territoires riches en or. Vers 1677, les forces d'Aowin sont vaincues près de la rivière Offin par le général de Denkyira, Agya Ananse Obooman, qui exploite les dconflits internes entre les factions militaires d'Aowin. La défaite réduit Aowin à un état vassal. Au cours de la même période, d'autres entités politiques akan, notamment Sahié Wenchiman, Sahié de Wiawso, Asin et Twifo, furent également conquises, entre 1680 et 1696.
Malgré l'incursion, Aowin conserve une autonomie partielle et devient un refuge pour les populations déplacées de Bono, Adansi et Denkyira même. Un changement décisif se produit en 1715 lorsque l'empire ashanti, sous le commandement du général Amankwatia et aidé par le régime politique montant de Sefwi Wiawso, lance une invasion qui aboutit à la défaite militaire d'Aowin, à des pertes territoriales et à la soumission de ses tributaires. Cela marque le début de la fragmentation et du déclin politique dans la zone forestière occidentale.
Néanmoins, l’héritage culturel d’Aowin perdure. De nombreux Sefwi, eux-mêmes migrants de Bono et d'Adansi, se sont installés dans la région et ont adopté ses structures politiques, ses coutumes spirituelles et sa langue. L'effondrement de l'autorité centrale a également déclenché une importante vague de migration vers l'ouest, dans le sud-est de la Côte d'Ivoire, où les élites déplacées et les groupes affiliés ont contribué à la fondation d'États successeurs tels que Moronou, Indénié et Sanwi.

## Migration et États successeurs
Des preuves orales et archéologiques suggèrent que les clans Bettie, Sohie et Alangwa – des sous-groupes distincts au sein du système politique Aowin – jouent un rôle central dans la diaspora. Les migrants se sont déplacés par vagues, s'installant d'abord dans des zones forestières comme Kónvi Ande, avant de diverger vers l'ouest. Les Bettie furent les premiers à se séparer, suivis plus tard par les Ashũa. Malgré les différences ethniques, ces groupes ont conservé une mémoire commune d’Anyãnyã, leur colonie ancestrale, et ont reconstitué leurs identités autour d’un héritage Aowin commun.

### Moronou
La première grande entité politique à émerger de cette diaspora est Moronou, fondée par Dangui Kpangni, un neveu du roi Aowin Ano Assinman. À la tête d'une coalition d'exilés Aowin, de Sefwi (Sahié) et d'auxiliaires Ashanti, Kpangni établit une colonie confédérée à Elubo, une zone forestière riche en or à l'ouest de la rivière Tano. Ce régime politique est organisé autour de sept lignées constitutives et incorporait des insignes sacrés d'Aowin, y compris le tabouret royal d'Ano Assinman. Chaque groupe s’est vu attribuer des rôles territoriaux et défensifs au sein d’une hiérarchie décentralisée. Bien que l’État ait été brièvement cohésif, il s’est effondré à la suite de la guerre avec les Baoulé en 1780. 

### Sanwi
Sanwi est l'un des États successeurs les plus importants, établi plus au sud avec sa capitale à Krinjabo. Fondée par les élites Aowin-Anyi, dont Amon N'Dufu et l'envoyé royal Aniaba, le royaume Sanwi a intégré des territoires conquis tels que l'Assinie et la côte environnante. Elle est rapidement devenue un État hautement centralisé doté d’une structure militaire efficace, d’une gouvernance matrilinéaire et d’une légitimité symbolique enracinée dans son héritage Aowin. Le Sanwi noue des relations diplomatiques avec les Français dès 1701 et, au milieu du XVIIIe siècle, ses dirigeants signent de nombreux traités pour protéger le commerce et affirmer leur autorité régionale ,.

### Indénié et Djuablin
Au nord-est, d’autres migrants Aowin-Anyi s’installent dans la région d'Abengourou, fondant les entités politiques de l’Indénié et les territoires Djuablin environnants. Ces groupes ont maintenu des liens rituels et politiques avec leur origine Aowin à travers l'utilisation continue de tabourets sacrés, d'insignes et de généalogies orales. L'Indénié s'est développé comme un royaume doté d'une forte chefferie et d'une identité militaire, tandis que Djuablin fonctionnait comme une désignation territoriale plus large englobant des villages affiliés. Leur organisation reflétait à la fois l’esprit de gouvernement des Aowin et l’adaptation locale aux nouvelles conditions démographiques et écologiques.

## Postérité
Aujourd'hui, les traditions du royaume d'Aowin perdurent surtout parmi les Agnis du sud-est de la Côte d'Ivoire et de certaines parties du sud-est du Ghana. Les différentes groupes font remonter leur lignée, leurs rituels d'État et leurs insignes sacrés à la maison royale d'Aowin, et en particulier au siège ancestral d'Ano Assinman, le dernier souverain suprême avant la conquête de 1715. 
Krinjabo devient la capitale rituelle et symbolique. Les traditions orales du Sanwi affirment que le Belemgbin (roi) de Krinjabo conserve l'autorité cérémonielle sur de nombreux territoires et clans Agni, une continuité qui reflète l'ancien rôle centralisé du leadership Aowin.
Sur le plan culturel, les Anyi ont conservé les systèmes d’héritage matrilinéaire, les titres royaux et les hiérarchies politiques qui caractérisaient l’État d’Aowin avant la conquête. Les objets sacrés tels que l'amuan (charmes de guerre), le momome (défenses rituelles) et le dwa sont toujours vénérés et intégrés dans les institutions de chefferie.